# Greinbach
Greinbach ist eine Gemeinde mit 1856 Einwohnern (Stand 1. Jänner 2025) im Gerichtsbezirk Fürstenfeld und im politischen Bezirk Hartberg-Fürstenfeld in der Steiermark in Österreich.

## Geografie

### Geografische Lage
Greinbach liegt ca. 3 km nordwestlich der Bezirkshauptstadt Hartberg und ca. 40 km nordöstlich der Landeshauptstadt Graz. Der Ortsteil Penzendorf ist mit Hartberg zusammengewachsen. Die Gemeinde gehört zum Joglland, einem Mittelgebirge am Übergang vom oststeirischen Hügelland zum Randgebirge östlich der Mur. Sie liegt direkt östlich des Naturparks Pöllauer Tal.
Greinbach wird vom gleichnamigen Bach und seinen Zuflüssen entwässert, die letztendlich der Hartberger Safen zugeführt werden.

### Gemeindegliederung
| Katastralgemeinden                                             | Ortschaften in der Gemeinde |
| -------------------------------------------------------------- | --- |
| Penzendorf (5,39 km²) Staudach (16,29 km²) Wolfgrub (1,70 km²) | Penzendorf (D) Neudorf (D) Penzenberg (R) Staudach Aigen (R) Bacherhöf (R) Fünfhöf (D) Greinbach (R) Greith (R) Hochwarth (R) Hofstätt (R) Lämberhöf (R) Point (R) Pollethöf (R) Rauchegg (R) Sallegg (R) Schwaig (R) Siebenbirken (R) Wolfgrub (D) Maierhof (R) |
| Legende                                                        | |

| In der Spalte Katastralgemeinden sind sämtliche Katastralgemeinden einer Gemeinde angeführt. In der Klammer ist die jeweilige Fläche in km² angegeben. |
| In der Spalte Ortschaften sind sämtliche von der Statistik Austria erfassten Siedlungen, die auch eine eigene Ortschaftskennziffer aufweisen, angeführt. In der Hierarchieebene derselben Spalte, rechts eingerückt, werden nur Ansiedlungen, die mindestens aus mehreren Häusern bestehen, dargestellt. Die wichtigsten der verwendeten Abkürzungen sind: - M = Hauptort der Gemeinde - Stt = Stadtteil - R = Rotte - W = Weiler - D = Dorf - ZH = Zerstreute Häuser - Sdlg = Siedlung - Hgr = Häusergruppe - E = Einzelgehöft (nur wenn sie eine eigene Ortschaftskennziffer haben) Die komplette Liste der Statistik Austria ist in: Topographische Siedlungskennzeichnung nach STAT Zu beachten ist, dass manche Orte unterschiedliche Schreibweisen haben können. So können sich Katastralgemeinden anders schreiben als gleichnamige Ortschaften bzw. Gemeinden. Quelle: Statistik Austria – |

Greinbach ist nach dem gleichnamigen Bach benannt. Eine Ortschaft dieses Namens gibt es nicht. Die Gemeinde besteht aus drei Katastralgemeinden und gleichnamigen Ortschaften (Einwohner Stand 1. Jänner 2025):
- Penzendorf (940 Ew.) mit Neudorf und Penzenberg
- Staudach (831 Ew.) mit Aigen, Bacherhöf, Fünfhöf, Greinbach, Greith, Hochwarth, Hofstätt, Lämberhöf, Point, Pollethöf, Rauchegg, Sallegg, Schwaig und Siebenbirken
- Wolfgrub (85 Ew.) mit Mairhof

### Gemeindezusammenlegung
Am 1. Jänner 1968 wurden die ehemals selbstständigen Gemeinden Penzendorf und Staudach zur neuen Gemeinde Greinbach vereinigt.

### Nachbargemeinden
|                   | Grafendorf bei Hartberg                     |          |
| Pöllauberg        | Kompassrose, die auf Nachbargemeinden zeigt | Hartberg |
| Hartberg Umgebung | Hartberg Umgebung, Hartberg                 | Hartberg |

## Geschichte
Die erste urkundliche Erwähnung eines Gemeindeteils stammt aus dem Jahr 1286, als sich ein Erchenger nach Penzendorf benannte. In dieser Zeit wurde das Land gerodet und intensiver Getreideanbau betrieben. Aus Staudach ist 1328 eine Egartenwirtschaft mit Viehzucht überliefert.

## Kultur und Sehenswürdigkeiten

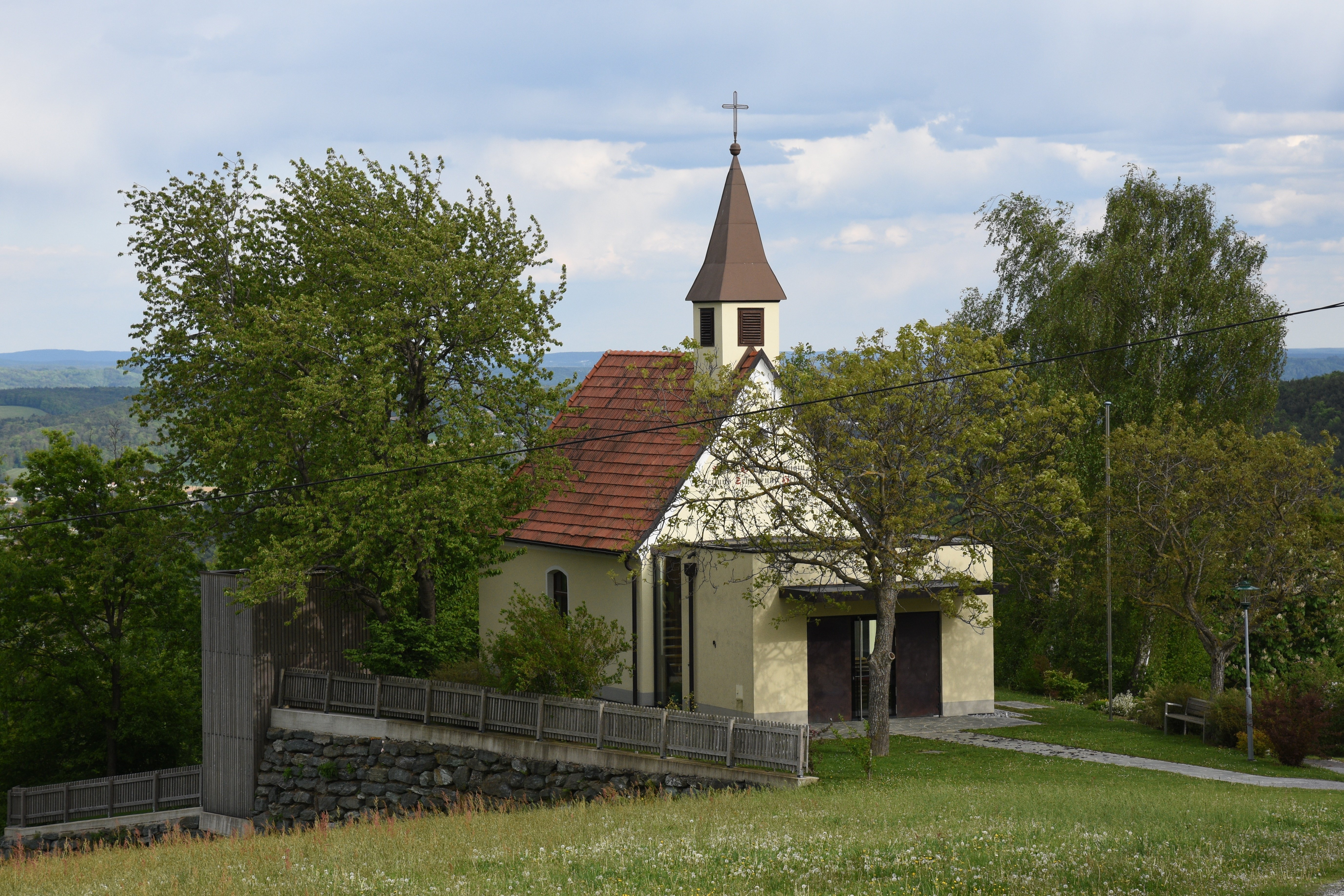
Kapelle Staudach

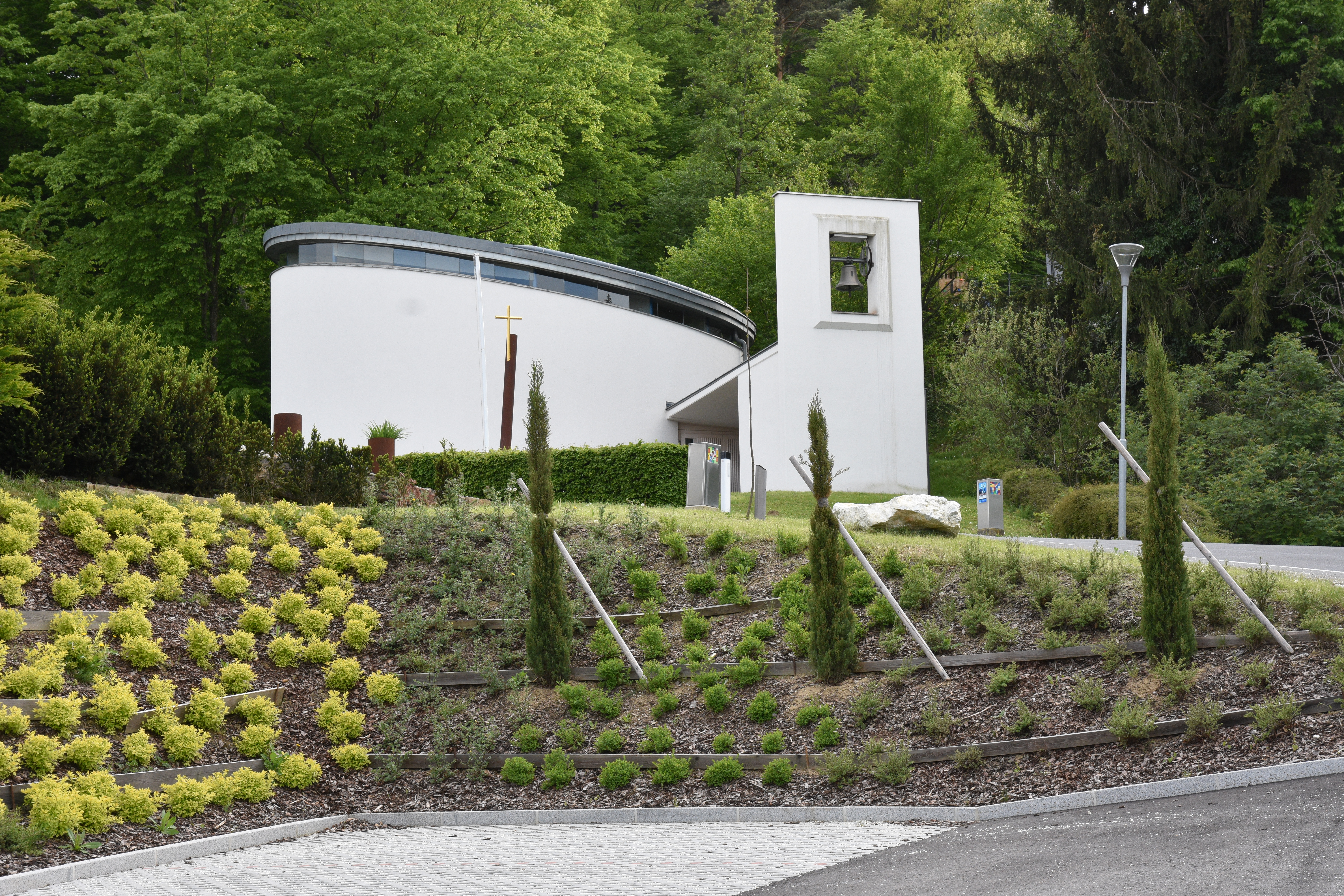
Die Ortskapelle von Penzendorf

### Bevölkerungsentwicklung
| Greinbach: Einwohnerzahlen von 1869 bis 2024        | Greinbach: Einwohnerzahlen von 1869 bis 2024 | Greinbach: Einwohnerzahlen von 1869 bis 2024 | Greinbach: Einwohnerzahlen von 1869 bis 2024 | Greinbach: Einwohnerzahlen von 1869 bis 2024 |
| --------------------------------------------------- | -------------------------------------------- | -------------------------------------------- | -------------------------------------------- | -------------------------------------------- |
| Jahr                                                |                                              |                                              |                                              | Einwohner                                    |
| 1869                                                | 1869                                         |                                              | 1.474                                        | 1.474                                        |
| 1880                                                | 1880                                         |                                              | 1.543                                        | 1.543                                        |
| 1890                                                | 1890                                         |                                              | 1.462                                        | 1.462                                        |
| 1900                                                | 1900                                         |                                              | 1.475                                        | 1.475                                        |
| 1910                                                | 1910                                         |                                              | 1.475                                        | 1.475                                        |
| 1923                                                | 1923                                         |                                              | 1.445                                        | 1.445                                        |
| 1934                                                | 1934                                         |                                              | 1.441                                        | 1.441                                        |
| 1939                                                | 1939                                         |                                              | 1.365                                        | 1.365                                        |
| 1951                                                | 1951                                         |                                              | 1.390                                        | 1.390                                        |
| 1961                                                | 1961                                         |                                              | 1.436                                        | 1.436                                        |
| 1971                                                | 1971                                         |                                              | 1.571                                        | 1.571                                        |
| 1981                                                | 1981                                         |                                              | 1.634                                        | 1.634                                        |
| 1991                                                | 1991                                         |                                              | 1.876                                        | 1.876                                        |
| 2001                                                | 2001                                         |                                              | 1.816                                        | 1.816                                        |
| 2011                                                | 2011                                         |                                              | 1.768                                        | 1.768                                        |
| 2021                                                | 2021                                         |                                              | 1.892                                        | 1.892                                        |
| 2024                                                | 2024                                         |                                              | 1.884                                        | 1.884                                        |
| Quelle(n): Statistik Austria, Gebietsstand 1.1.2021 |                                              |                                              |                                              |                                              |

## Wirtschaft und Infrastruktur

### Verkehr
Greinbach liegt abseits der Hauptverkehrsstraßen. Die Wechsel Straße B 54 von Hartberg nach Wiener Neustadt führt durch das östliche Gemeindegebiet. Die Süd Autobahn A 2 von Wien nach Graz ist etwa sieben Kilometer entfernt und über die Anschlussstelle Hartberg (115) zugänglich.
Die Gemeinde Greinbach hat keinen eigenen Bahnhof. Der nächstgelegene Bahnhof befindet sich in Hartberg in etwa fünf Kilometer Entfernung. Er bietet Zugang zur Thermenbahn mit zweistündlichen Regionalzug-Verbindungen nach Wien und Fehring.

### Ansässige Unternehmen
In Höfstätt ist ein Sägewerk angesiedelt. Das Industriegebiet Greinbach beherbergt neben einer großen Diskothek auch mehrere Bauunternehmen (Verkehr, Bau, Metall), Dienstleistungsbetriebe (u. a. IT-Dienstleister), eine Rennstrecke sowie mehrere Gastronomiebetriebe.

### Öffentliche Einrichtungen
- In Greith befinden sich die Volksschule, der Kindergarten und die Kapelle der Ortschaft Staudach.[4] In Bacherhöf befindet sich der Bauhof der Gemeinde Greinbach. In Penzendorf steht die 1995 erbaute Kapelle Penzendorf, welche dem Hl. Bernhard gewidmet ist.
- In Penzendorf befindet sich die Freiwillige Feuerwehr Penzendorf, welche für die gesamte Gemeinde Greinbach zuständig ist. Sie besteht aus 100 Mitgliedern und ist nach der Ausstattungsrichtlinie des LFV Steiermark mit drei Fahrzeugen (RLF-A 2000, KLF-A und MTF-A) ausgestattet.

### Motorsport

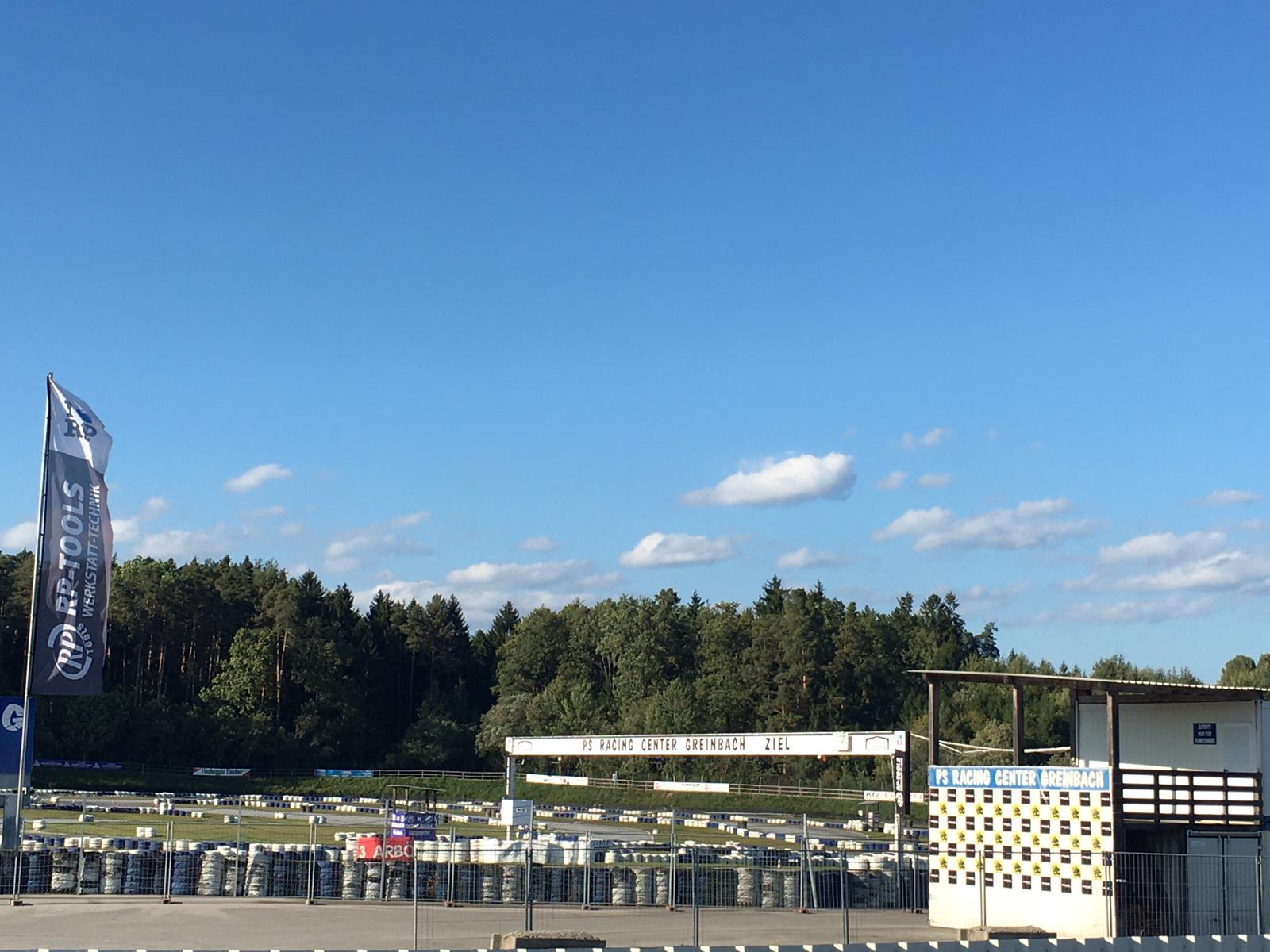
PS Racing Center

International bekannt wurde Greinbach durch das sogenannte PS Racing Center, eine permanente Rennstrecke, auf der bereits mehrfach Wertungsläufe zur FIA Rallycross-Europameisterschaft ausgetragen wurden.

## Politik

### Gemeinderat
Die letzten Gemeinderatswahlen brachten die folgenden Ergebnisse:
| Partei          | 2020    | 2020 | 2020    | 2015 | 2015 | 2015 | 2010 | 2010 | 2010 | 2005 | 2005 | 2005 | 2000 | 2000 | 2000 | 1995 | 1995 | 1995 | 1990 | 1990 | 1990 |
| Partei          | Stimmen | %    | Mandate | St.  | %    | M.   | St.  | %    | M.   | St.  | %    | M.   | St.  | %    | M.   | St.  | %    | M.   | St.  | %    | M.   |
| --------------- | ------- | ---- | ------- | ---- | ---- | ---- | ---- | ---- | ---- | ---- | ---- | ---- | ---- | ---- | ---- | ---- | ---- | ---- | ---- | ---- | ---- |
| ÖVP             | 822     | 84   | 14      | 761  | 68   | 11   | 891  | 79   | 13   | 849  | 76   | 12   | 786  | 74   | 12   | 777  | 70   | 11   | 768  | 66   | 11   |
| SPÖ             | 58      | 6    | 0       | 159  | 14   | 02   | 184  | 16   | 02   | 207  | 19   | 03   | 152  | 14   | 02   | 159  | 14   | 02   | 252  | 22   | 03   |
| FPÖ             | 102     | 10   | 1       | 205  | 18   | 02   | 047  | 04   | 0    | 054  | 05   | 0    | 126  | 12   | 01   | 169  | 15   | 02   | 135  | 12   | 01   |
| Wahlbeteiligung | 67 %    | 67 % | 67 %    | 78 % | 78 % | 78 % | 77 % | 77 % | 77 % | 76 % | 76 % | 76 % | 80 % | 80 % | 80 % | 85 % | 85 % | 85 % | 92 % | 92 % | 92 % |

### Bürgermeister (ab 1968)
- 1968–1971 Ignaz Wilfinger (ÖVP)
- 1971–1985 Johann Leinweber (ÖVP)
- 1985–1993 Ignaz Wilfinger d. J. (ÖVP)
- 1993–2019 Siegbert Handler (ÖVP)
- 2019–2024 Matthias Kratzmann (ÖVP)
- seit 2024 Johann Schützenhöfer (ÖVP)

### Bürgermeister von Penzendorf (1849–1968)
- 1851 Mathias Gamel
- 1855/1861 Franz Jeitler
- 1862 Mathias Gamel
- 1869 Franz Lechner
- vor 1880 Anton Lechner (Wolfgrub)
- 1880–1914 Franz Pöltl
- 1914–1925 Ignaz Handler
- 1925–1938 Rupert Jeitler
- 1938–1939 Johann Peinsipp
- 1939–1945 Josef Amesbauer
- 1945–1968 Anton Ertl (ÖVP)

### Bürgermeister von Staudach (1849–1968)
- 1851 Michael Hackl
- 1858/1859 Karl Mauerhofer
- 1871 Friedrich Müllner
- 1872–1882 Johann Steinhöfler
- 1882–1892 Johann Lechner
- 1892–1902 Franz Lechner
- 1902–1924 Anton Kornberger (CS)
- 1924–1932 Josef Mauerhofer (CS)
- 1932–1937 Karl Lechner
- 1937–1938 Ignaz Wilfinger (CS, später ÖVP)
- 1938–1945 Karl Steinbauer
- 1945–1946 Johann Spies (ÖVP)
- 1946–1968 Ignaz Wilfinger (ÖVP)

### Wappen und Flagge
Die Verleihung des Gemeindewappens erfolgte mit Wirkung vom 1. Juli 1987.

Blasonierung (Wappenbeschreibung):
„In Rot ein ruhender geflügelter silberner Seestier auf einem aus dem Schildfuß wachsenden dreizinnigen silbernen Turm.“
Die Gemeindeflagge ist einfarbig weiß mit dem Wappen.

## Ehrenbürger
- 1989: Josef Krainer (1930–2016), Landeshauptmann
- 2008: Erich Pöltl (1942–2021), Landesrat